# منقذ العالم (مسرحية)
منقذ العالم هي مسرحية كوميدية مصرية غُرضت في سنة 1983، إخراج محمود البربري، وأخرجها للتلفزيون عبد الغني زكي، ومن بطولة صلاح ذو الفقار، وعزيزة راشد.

## طاقم التمثيل
- صلاح ذو الفقار
- عزيزة راشد
- ليلى فهمي
- مديحة حمدي
- منيرفا
- عبد الوهاب خليل

## وصلات خارجية
- منقذ العالم على موقع قاعدة بيانات الأفلام العربية